# Задача выбора Уэйсона
Задача выбора Уэйсона — логическая задача, придуманная Питером Уэйсоном  в 1966 году и широко известная в психологии.
Популярный вариант задачи формулируется так:
Перед вами на столе лежат четыре карты, каждая из которых имеет число с одной стороны и цветную рубашку с другой (красную или коричневую). Карты лежат в следующем порядке: 3, 8, красная, коричневая. Сколько и каких карт надо перевернуть, чтобы проверить истинность следующего утверждения: если на карте изображено чётное число, то рубашка у карты красная?
Если в ответе указана карта, которую не требуется переворачивать для проверки утверждения, то ответ неверный. Также неверным считается ответ, если не указана карта, которую нужно перевернуть.
В оригинальном эксперименте Уэйсона использовались карточки с цифрами (чётные, нечётные) и буквами (гласные, согласные).

## Решение
Правильным ответом является переворачивание двух (и только двух) карт: с числом 8 и с коричневой рубашкой.
Опровергнуть утверждение «если на карте изображено чётное число, то рубашка у карты красная» может только карта, у которой чётное число с одной стороны и в то же время не красная рубашка с другой. Если мы перевернём карту с числом 3 и обнаружим красную рубашку — это не опровергнет утверждение. Аналогично, если мы перевернём карту с красной рубашкой и обнаружим нечётное число — это также не опровергает утверждение.
В то же время если с другой стороны карты с коричневой рубашкой нарисовано чётное число, то это противоречит утверждению: на карте чётное число, но рубашка не красная.
В этой задаче под условием «если … то … » нужно понимать импликацию из классической логики.